# Frédéric Cournet
Pour les articles homonymes, voir Cournet.
Frédéric Étienne Cournet, né le 25 décembre 1837 à Paris et mort le 23 mai 1885 à Paris 10e, est un journaliste français, notamment connu pour son rôle durant la Commune de Paris.

## Biographie
Il est le fils naturel de l'ex-officier de marine Frédéric Constant Cournet, député de Saône-et-Loire en 1848, principal instigateur de la résistance au coup d'état du 2 décembre 1851, promoteur de la Première Internationale, auquel Victor Hugo consacre une partie de son Histoire d'un crime, et de l'actrice Jeanne Sophie Joséphine Delanoy (1814-1881).
Après avoir pratiqué plusieurs métiers (cheminot, voyageur de commerce, etc.), Frédéric Cournet devient rédacteur au Réveil de Charles Delescluze en 1868. 
Pendant le siège de Paris par les Allemands (septembre 1870, mars 1871), il est chef d'un bataillon de la Garde nationale de Montmartre. Il participe au mouvement insurrectionnel du 31 octobre 1870, contre la politique jugée capitularde du Gouvernement de la Défense nationale. Le 8 février, il est élu député du XIXe arrondissement de Paris à l'Assemblée nationale. Après le soulèvement parisien du 18 mars, il tente, avec les autres députés et maires de Paris, une infructueuse conciliation entre les Communards et le gouvernement d'Adolphe Thiers. Le 26 mars 1871, il est élu au Conseil de la Commune par le XIXe arrondissement, il démissionne de sa fonction de député. Il est membre de la commission de Sûreté générale, et de la commission Exécutive (3 avril) puis à la commission de la Guerre (15 mai). Le 24 avril, il devient délégué à la Sûreté générale. Il vote pour la création du Comité de salut public. Le 26 mai, pendant la Semaine sanglante, il tente de s'opposer au massacre des otages de la rue Haxo. Réfugié à Londres, il est condamné à mort par contumace par le 6e Conseil de guerre. Il revient en France après l'amnistie de 1880, continue de militer dans les rangs blanquistes et reprend le journalisme. Il mène notamment dans le journal L'Intransigeant la campagne des Communards contre le tortionnaire Marcerou, chef en 1871 de la prison des Chantiers à Versailles.
Il est inhumé au cimetière du Père-Lachaise (95e division).

### Notices biographiques
- Jules Clère, Les hommes de la Commune : Biographie complète de tous ses membres, Paris, Libraire-éditeur É. Dentu, 1871, 195 p. (lire en ligne sur Gallica), p. 65-68
- Paul Delion, Les membres de la Commune et du Comité central, Paris, A. Lemerre éditeur, août 1871, 446 p. (lire en ligne sur Gallica), p. 63-67
- Bernard Noël, Dictionnaire de la Commune, Coaraze, L'Amourier éditions, coll. « Bio », avril 2021 (1re éd. 1971), 799 p. (ISBN 978-2-36418-060-4, ISSN 2259-6976, présentation en ligne), p. 228-229
- « Notice Cournet Frédéric, Constant, Étienne », sur maitron.fr, Le Maitron, dictionnaire bibliographique du mouvement ouvrier et du mouvement social, Association Les Amis du Maitron (consulté le 7 août 2021)
- Jean-Marie Mayeur et Arlette Schweitz, Les Parlementaires de la Seine sous la Troisième République, tome II : dictionnaire biographique (volume 1, p. 164), Publications de la Sorbonne, 2001.
- « Frédéric Cournet », dans Adolphe Robert et Gaston Cougny, Dictionnaire des parlementaires français, Edgar Bourloton, 1889-1891 [détail de l’édition]